# Зайфрид, Фридерика
Фридери́ка За́йфрид (нем. Friederike Seyfried, также Фридерика Кампп-Зайфрид (Friederike Kampp-Seyfried), урожд. Фридерика Кампп (Friederike Kampp); род. 19 ноября 1960, Мосбах) — немецкий египтолог.
С 1980 года Фридерика Зайфрид изучала египтологию в Гейдельбергском и Венском университетах, в 1991 году защитила докторскую диссертацию. В 1991—1994 годах работала научным сотрудником и руководителем раскопок гейдельбергского проекта по изучению Рамессидов в Фивах. Впоследствии работала ассистентом в Институте египтологии Гейдельбергского университета. В 1999 году заняла должность куратора Египетского музея при Лейпцигском университете. В конце июня 2009 года Совет Фонда прусского культурного наследия единогласным решением назначил Зайфрид преемницей Дитриха Вильдунга на посту директора Египетского музея и собрания папирусов в Берлине. Начало её работы в Берлине совпало с открытием восстановленного Нового музея на Музейном острове. Зайфрид обладает опытом ведения полевых работ и оценки археологических объектов. С 2001 года Зайфрид является почётным профессором Египтологического института Свободного университета Берлина. Член-корреспондент Германского археологического института.

## Сочинения
- Die thebanische Nekropole. Zum Wandel des Grabgedankens von der XVIII. bis zur XX. Dynastie (= Theben. Bd. 13). von Zabern, Mainz 1996, ISBN 3-8053-1506-6.
- mit Antje Spiekermann: Giza. Ausgrabungen im Friedhof der Cheopspyramide von Georg Steindorff (= Kleine Schriften des Ägyptischen Museums der Universität Leipzig. Bd. 6). Ägyptisches Museum, Leipzig 2003, ISBN 3-934178-24-3.
- Das alte Ägypten (be)greifen. 40 Berührungspunkte für Sehende und Blinde. Ägyptisches Museum/ Deutsche Zentralbücherei für Blinde, Leipzig 2005, ISBN 3-934178-56-1.